# Ouyang Yuqian
Ouyang Yuqian (欧阳予倩, 12 mai 1889 – 21 septembre 1962) est un dramaturge chinois, acteur de l'Opéra de Pékin, écrivain, scénariste de cinéma, et professeur d'art dramatique. Il est considéré par les historiens du théâtre comme l'un des trois fondateurs de l'art dramatique parlé en Chine, avec Tian Han et Hong Shen. Il est également l'un acteurs les plus renommés de l'Opéra de Pékin, vu comme l'équivalent de Mei Lanfang du sud de la Chine.
Ouyang Yuqian est le président fondateur de l'académie centrale d'art dramatique de Pékin de 1950 à sa mort en 1962. Il est également vice-président des cercles littéraires et artistiques de la fédération de Chine (en), vice-président de l'association dramatique chinoise, et président de l'association des danseurs de Chine.

## Biographie
Ouyang Yuqian est en 1889 dans une riche famille éduquée à Liuyang au Hunan. Son père s'appelle Ouyang Ligeng, et sa mère Liu Yixia. Son grand-père, Ouyang Zhonghu, est un intellectuel qui fut gouverneur de la préfecture de Guilin durant la dynastie Qing,.
À l'âge de 15 ans, Ouyang part étudier au Japon. Il est diplômé de l'école Seijo (ja) de Tokyo, puis étudie le commerce à l'université Meiji et la littérature à l'université Waseda. En 1906, Ouyang et d'autres étudiants chinois au Japon fondent la Société du Saule de printemps (春柳社, Chunliu She), qui marque le début du théâtre moderne chinois.

## Début de carrière

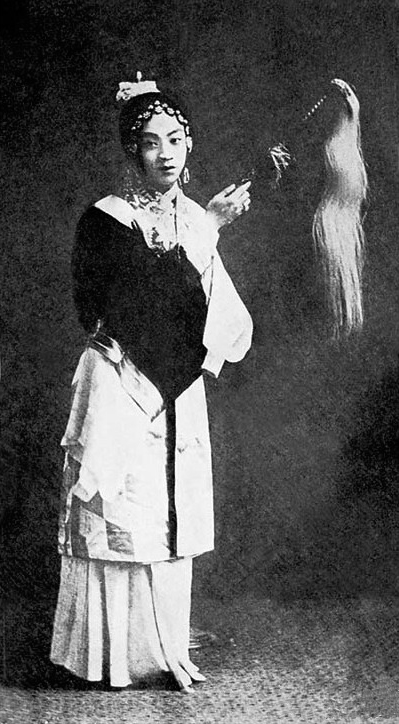
Ouyang Yuqian jouant un rôle féminin à l'opéra de Pékin.

Il revient en Chine en 1911 et fonde la Société des Camarades des nouvelles pièces avec son collègue du Japon Lu Jingruo. Ils établissent ensemble le théâtre du Saule de printemps à Shanghai, mais il fait faillite quant Lu meurt en 1915.
En 1914, Ouyang Yuqian commence à écrire et jouer à l'Opéra de Pékin. De 1914 à 1928, il écrit 18 opéras, et réalise et joue dans 29 opéras. Il adapte également plus de 50 histoires traditionnelles dont le classique Le Rêve dans le pavillon rouge. Son jeu d'acteur est unanimement acclamé et il est considéré comme l'équivalent du maître Mei Lanfang du sud de la Chine,. En 1918, il est invité par Zhang Jian à fonder une école d'acteurs et le théâtre Gengsu à Nantong au Jiangsu.
Bien que célèbre comme acteur de l'opéra, Ouyang est aussi actif dans la promotion des « Nouvelles pièces » (pièces parlées). Il rejoint plusieurs sociétés de nouvelles pièces dans les années 1910 et co-fonde diverses troupes dramatiques pionnières, dont la société du théâtres des masses, et la société dramatique du Sud. Durant cette période, il collabore avec des dramaturges et réalisateurs comme Hong Shen, Ying Yunwei, Zhang Shichuan, Zheng Zhengqiu, et Zhou Jianyun,. En 1922, il écrit la pièce De retour à la maison, considérée comme l'une des premières comédies satiriques de Chine. Dans sa pièce Pan Jinlian de 1928, il représente Pan Jinlian (en), l'archétype de la femme fatale dans la culture classique chinoise, comme une femme libre d'esprit victime d'une société traditionnelle dominée par les hommes. Il joue lui-même le rôle-titre.

### Films et pièces dans les années 1920 et 1930

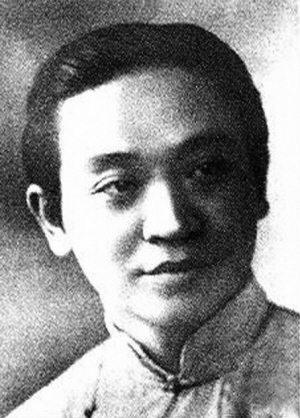
Ouyang Yuqian

Après que Zhang, Zheng, et Zhou aient fondé la Société cinématographique Mingxing en 1922, ils invitent Ouyang Yuqian à rejoindre leur studio, mais celui-ci refuse car, selon lui, il gagne un salaire élevé comme acteur d'opéra. Il écrit cependant trois films pour la société de 1926 à 1928 et joue dans deux de ces films, Pourquoi pas elle ? et Une chanteuse vagabonde (天涯歌女), et réalise le troisième, Trois ans plus tard.
En 1929, Ouyang Yuqian est invité par Chen Mingshu, gouverneur de la province du Guangdong, à fonder l'institut de recherche dramatique du Guangdong à Guangzhou. Sa vision politique bascule à gauche, particulièrement après l'attaque japonaise de 1932 à Shanghai. Il rejoint la ligue dramatique de gauche à Guangzhou et participe au premier festival dramatique en Union soviétique. En 1933, il rejoint la rébellion du Fujian et est forcé de s'exiler au Japon après la défaite.
De retour à Shanghai en 1934, Ouyang Yuqian rejoint la société cinématographique Xinhua et écrit son premier film parlant Le nouvel éventail de fleurs de pêches. En 1935, il rejoint la Mingxing, devenu alors l'un des plus grands studios chinois, et aide à assurer un prêt bancaire crucial grâce aux ressources de sa famille. Il fait trois films avec la société : Festival de Qingming, Xiao Lingzi, et Rouge Haitang.

### Invasion japonaise et guerre civile chinoise
Ouyang Yuqian rejoint la société cinématographique Lianhua en 1937. Alors qu'il tourne le film Tellement occupé, l'empire du Japon lance l'invasion de Shanghai, qui détruit la plupart des studios de la ville. Après que le Japon ait occupé les sections chinoises de Shanghai, Ouyang réalise plusieurs pièces anti-japonaises dans la concession internationale de Shanghai avant de fuir à Hong Kong, où il écrit le scénario du film patriotique Mulan rejoint l'armée.
Durant la seconde guerre sino-japonaise, Ouyang Yuqian vit principalement à Guilin au Guangxi dans le Sud-Ouest de la Chine, qui reste largement libre de l'occupation japonaise. Il étudie à l'opéra de Guilin et fonde une école dramatique. Il établit le musée d'art de la province du Guangxi en 1940, et un théâtre en 1944. La même année, lui et Tian Han organisent la première exposition d'opéra du Sud-Ouest à Guilin qui dure trois mois et attire presque une centaine d'acteurs.
Après la reddition du Japon en 1945, il retourne à Shanghai et devient directeur-scénariste de la Nouvelle société dramatique chinoise. Il est également professeur à l'école expérimentale dramatique de Shanghai. En janvier 1947, il mène une délégation d'artistes à Taïwan mais doit quitter l'île à cause de l'incident 228. En raison de la guerre civile chinoise, Ouyang fuit de nouveau à Hong Kong, et travaille comme directeur-scénariste de la société cinématographique Yonghua.

### Dans la République populaire de Chine

Ouyang Yuqian et Mei Lanfang en 1956.

En mars 1949, il est invité par le comité central du Parti communiste chinois à assister à la conférence consultative politique du peuple chinois. Il est élu directeur du comité d'improvisation de l'opéra national chinois et membre permanent des cercles littéraires et artistiques de la fédération de Chine (en).
Ouyang Yuqian devient le président-fondateur de l'académie centrale d'art dramatique de Pékin en avril 1950. Il rejoint le Parti communiste chinois en 1955. Il est également vice-président des cercles littéraires et artistiques de la fédération de Chine, vice-président de l'association dramatique chinoise, et président de l'association des danseurs de Chine. Il est membre du premier comité national de la conférence consultative politique du peuple chinois et de la première et seconde assemblée nationale populaire.
Durant ses dernières années, il publie plusieurs mémoires et livres sur les théories de films et d'art dramatique, et un livre sur les danses sous la dynastie Tang. Le 21 septembre 1962, Ouyang Yuqian meurt de maladie à Pékin.

## Vie personnelle

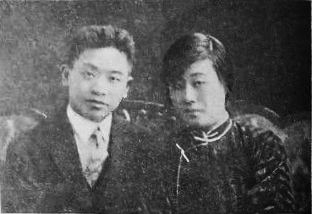
Ouyang Yuqian et sa femme Liu Yunqiu.

Ouyang Yuqian épouse Liu Yunqiu, aussi appelée Liu Wenqiu, en 1906. Ils ont un fils, Ouyang Shanzun (24 mai 1914 – 2 juillet 2009), qui est également dramaturge.